# 305 mm M1915
I'obice da 305 mm modello 1915 (in russo: 305-мм гаубица образца 1915 года) era un obice pesante russo, impiegato durante la prima e la seconda guerra mondiale.

## Storia

### Prima guerra mondiale
Un lotto di otto obici fu inizialmente prodotto per la marina, ma fu trasferito al dipartimento militare. 
Nel luglio 1915, la Direzione principale dell'artiglieria dell'Armata Rossa (GAU) esaminò i risultati dei test sugli obici navali da 305 mm, sviluppati inizialmente per l'artiglieria costiera della Flotta Imperiale, e decise di accettarli in servizio con l'esercito. I pezzi mantenevano lo stesso affusto e bocca da fuoco progettato per il Dipartimento Navale, ma venivano installati su piattaforme di legno. Il 13 agosto 1915 le officine Obuchov ricevettero un ordine per la produzione di otto obici da 305 mm M1915 al prezzo di 271.500 rubli per obice. Il 2 novembre 1915 fu emesso un nuovo ordine per quattro obici, seguito da un altro ordine per 36 obici il 26 gennaio 1916. 
Le consegne dei 12 obici dei primi due ordini terminarono nel luglio 1916, mentre gli ultimi 36 furono consegnati entro il novembre 1917. I pezzi andarono a equipaggiare la 201ª e la 203ª Brigata di artiglieria, ognuna su tre batterie con due pezzi ciascuna. Secondo il generale Barsukov, nelle operazioni militari del 1916-1917 andarono persi 12 obici.

### Seconda guerra mondiale

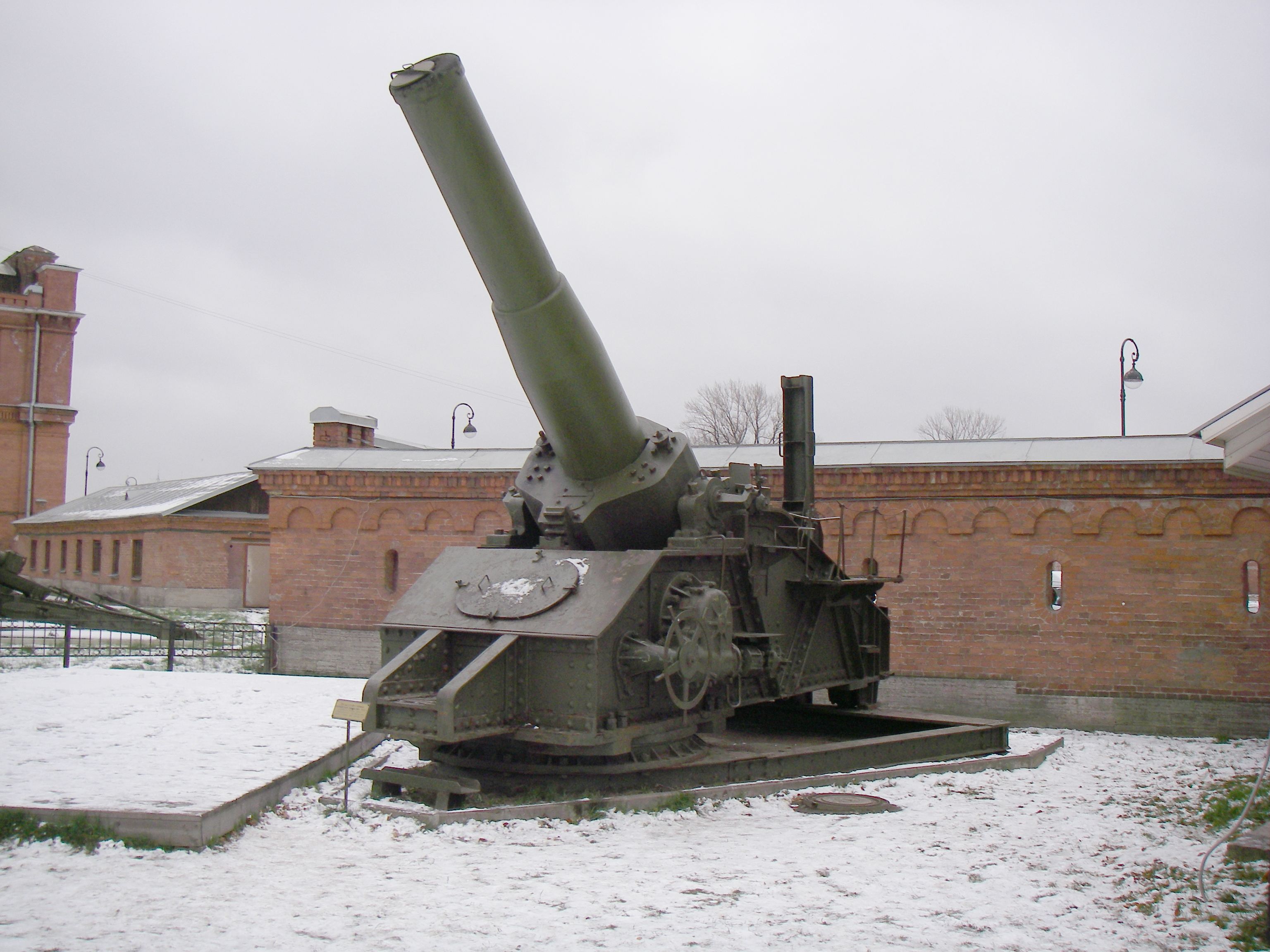

Il 1º giugno 1941 l'Armata Rossa disponeva di 31 obici. Trenta obici facevano parte di cinque battaglioni di artiglieria separate di grosso calibro (322º, 328º, 329º, 330º e 331º) della Riserva dell'Alto Comando Supremo (RVGK), nel distretto militare di Orël. Ogni battaglione schierava tre batterie da due cannoni (sei obici in totale). I battaglioni dipendevano da quartier generale del 281º Reggimento di artiglieria obici di grosso calibro. Dopo lo scoppio della seconda guerra mondiale la direzione del reggimento fu sciolta. Un altro obice era assegnato al distretto militare di Mosca. Questa organizzazione rimase fino alla fine della Grande Guerra Patriottica.
Quattro obici erano in servizio con la 911ª Batteria di artiglieria costiera della Flotta del Pacifico, nella base navale principale sull'isola Russky. Nel 1941 le armi furono trasferite all'Armata Rossa.
L'obice fu utilizzato durante la Grande Guerra Patriottica per sopprimere le fortificazioni nemiche durante le operazioni offensive nella Prussia Orientale, in particolare durante la battaglia di Königsberg. Inoltre, questi obici furono usati per distruggere i bunker nella battaglia sull'istmo della Carelia nel 1944, insieme ai mortai da 280 mm M1914/15.